# Императорский Александровский университет
Императорский Александровский (Гельсингфорсский) университет (Kejserliga Alexanders Universitetet i Finland) — основан 21 октября 1827 года указом императора Николая I путём переноса университета из финского города Або в Гельсингфорс. Университет получил название Александровский в честь покойного брата императора — Александра I. В 1832 году была окончена постройка главного здания для университета по проекту архитектора Карла Энгеля. Реорганизован в 1917 году, ныне Хельсинкский университет в Финляндии.

## Общая информация
Право занять кафедру имели лица, получившие степень магистра или доктора и защитившие диссертацию; консистория избирала из соискателей трёх кандидатов, один из которых утверждался императором. Экстраординарные профессора назначались императором по докладу канцлера; остальные преподаватели университета (доценты, лекторы, руководители практических занятий) утверждались в своём звании канцлером, по представлению консистории. Всех ординарных профессоров в 1891 году было 27, экстраординарных — 11, доцентов, лекторов и т. п. — 55. Лекции в университете были публичны; студентами университета могли быть и женщины. Для студентов существовало множество различных стипендий. Продолжительность пребывания в университете не ограничивалась. Для получения степени доктора медицины требовалось предварительно окончить и физико-математическое отделение философского факультета; для получения доктора богословия — историко-филологическое.

## История университета
В 1640 году королевой Христиной был основан университет в городе Або, под названием Королевская академия Або. Университет действовал почти двести лет. Его деятельность прерывалась лишь войнами 1713—1721 и 1742—1743 гг.
После присоединения в 1809 году герцогства Финляндского к Российской империи университет стал называться Императорская академия Або. В 1817 году в Або для академии было построено новое здание. После назначения в 1810 году новым канцлером (ректором) Михаила Сперанского в феврале 1811 года последовало увеличение финансирования академии и расширение академии. Было введено шесть новых профессур, одиннадцать новых ставок адъюнкт-профессоров, новые места для лингвистов и администраторов, повышены оклады для преподавателей и стипендии для студентов и т. д. Академия провозгласила императора Александра I своим вторым основателем. После пожара в Або в 1827 году здание академии сгорело. В связи с уроном, нанесённым пожаром, было принято решение о переносе академии в Гельсингфорс и создании на её базе Императорского Александровского университета.
До переноса университета в Гелсингфорс в университетский фонд для строительства новых зданий поступали доходы со свободных пасторатов; это право было теперь продолжено ещё на 30 лет; кроме того, университету было предоставлено на 40 лет (а потом ещё на десять, до конца 1878 г.) право пользоваться таможенным сбором с вывозимых продуктов лесного хозяйства. Благодаря этому город был в состоянии создать ряд великолепных построек для различных, связанных с университетом учреждений.
Первоначальный устав университета (1655) был заменён новым в 1828 г., затем ещё раз в 1852 г. и, наконец, существенно изменён рядом позднейших постановлений.

## Структура университета

### Факультеты
Университет, в соответствии со структурой Императорского университета Российской империи, включал четыре факультета:
- богословский,
- юридический,
- медицинский,
- философский, состоящий из двух отделений:
  - физико-математического;
  - историко-филологического;
  - в дальнейшем добавилось третье отделение — агрикультурно-экономическое.

### Руководство
- Во главе университета стоял канцлер, назначаемый императором — великим князем. Для замещения канцлера в его отсутствие назначался, тоже императором, вице-канцлер. Под его наблюдением ректор и консистория заведовали всеми внутренними делами университета.
- Ректор выбирался ординарными профессорами и утверждался канцлером; эту должность мог занимать каждый ординарный профессор, прослуживший не менее двух лет.
- Консистория состояла, под председательством ректора, из 12 ординарных профессоров (по два от богословского, юридического и медицинского факультетов и по три от обоих отделений философского факультета: физико-математического и историко-филологического; право быть членом консистории определялось продолжительностью службы. Консистория заведовала имуществом университета и имела право суда во внутренних университетских делах.
- В выборе проректора, замещении вакантных кафедр, назначении экстраординарных профессоров и т. п. принимали участие все ординарные профессора. Закрытой баллотировкой из членов консистории избирались два члена, которые, вместе с ректором, заведовали хозяйственными делами.
- На каждом факультете один из ординарных профессоров нёс обязанности декана. Декан назначался канцлером, по представлению вице-канцлера.
- Ректор и деканы составляли дисциплинарную комиссию, обсуждавшую проступки студентов.

### Подведомственные организации
При университете находились следующие учреждения:
- общая библиотека (около 200000 томов);
- русская библиотека (около 40000 томов);
- физиологическая лаборатория и анатомический институт;
- патолого-анатомический инстститут;
- астрономическая обсерватория;
- музей Бунсдорфа, физиологический;
- физическая лаборатория;
- химическая лаборатория;
- минералогический кабинет;
- историко-этнографический музей;
- фармацевтическая лаборатория;
- зоологический музей;
- кабинет монет и медалей;
- музыкальная капелла;
- рисовальная зала;
- фехтовальная зала и гимнастическое учреждение;
- ботанический сад;
- ботанический музей;
- собрание скульптурных произведений.

### Студенческие корпорации
Студенты объединялись в землячества. Землячества преследовали цели нравственного руководства своими членами и пользовались дисциплинарной властью над ними. Участие в землячествах было обязательным. Исключение делалось только для «иностранцев», которые могли не записываться в землячества и в этом случае «состояли под личным надзором ректора». Нельзя было быть допущенным к приемным экзаменам, не объявив, к какому землячеству желаешь принадлежать, и не получив от него согласия. Землячества пользовались правом дисциплинарного суда над своими членами и выдавали свидетельство о поведении и прилежании. Общий надзор за студентами принадлежал ректору.   
Существовало 6 землячеств (соответствующих, с некоторыми изменениями, прежнему подразделению Финляндии):
- нюландское (Nylands Nation);
- саволакс-карельское (Savo-Karelska avdelningen, Savo-karjalainen osakunta);
- тавастландское;
- западно-финское (Västfinska avdelningen);
- выборгское (Wiipurilainen Osakunta, Viborgska nationen);
- остроботнийское.

Каждое землячество находилось под ближайшим попечением одного из профессоров, называемого инспектором (Inspehtori, Inspektor), и доцента или лиценциата-куратора (Kurator). Инспектор назначается канцлером на 3 года, а куратор избирается, тоже на 3 года, членами отделения и утверждается вице-канцлером. Каждый студент должен был быть приписан к одному из землячеств.
Право составлять корпорации дано студентам указом 14 января 1880 г. Дела, касающиеся управления студенческим домом, библиотекой и кассой, решаются общим собранием студентов, а текущие дела — выбираемым на год комитетом. Студенческий дом, построенный в 1870 г. на средства, собранные по всей Финляндии путем концертов, пожертвований и т. п., заключает в себе залу празднеств, помещения для еженедельных собраний студентов по факультетам и землячествам, студенческую читальню и библиотеку, приблизительно в 40000 томов.

## Студенты
Количество студентов университета (1890—1900):
| Факультет (отделение)                 | 1890 | 1891 | 1892 | 1894 | 1895 | 1896 | 1898 | 1899 | 1900 |
| ------------------------------------- | ---- | ---- | ---- | ---- | ---- | ---- | ---- | ---- | ---- |
| Богословский                          | 191  | 189  | 201  | 203  | 198  | 218  | 201  | 195  | 180  |
| Юридический                           | 596  | 601  | 585  | 509  | 499  | 507  | 545  | 544  | 537  |
| Медицинский                           | 129  | 138  | 161  | 184  | 172  | 188  | 187  | 200  | 199  |
| Историко-филологическое отделение     | 393  | 408  | 409  | 431  | 450  | 453  | 562  | 600  | 629  |
| Физико-математическое отделение       | 394  | 399  | 382  | 423  | 483  | 495  | 567  | 595  | 639  |
| Итого:                                | 1703 | 1735 | 1738 | 1750 | 1802 | 1861 | 2062 | 2334 | 2164 |
| Число действительно посещающих лекции | 895  | 917  | 893  | 965  | 1037 | 1699 | 1177 | 1225 | 1208 |

В таблице показано число студентов, числящихся по спискам; в действительности посещало лекции обыкновенно около половины этого числа. Многие из учащихся, приписанных к университету не жили в Гельсингфорсе и не посещали лекции, в связи с чем наблюдалось значительное несоответствие между общим числом студентов, приписанных к университету и реальных учащихся.
Женщины-студентки
Первой женщиной, ставшей студенткой университета (причем не только в Финляндии, но и вообще в странах Северной Европы), стала Мария Чечулина (1870), однако по семейным обстоятельствам она университет не окончила. Первой женщиной, получившей диплом об окончании университета, стала в 1882 году Эмма Ирена Острём.
Число женщин-студенток (1891—1910):
| Учебный год | Количество |
| ----------- | ---------- |
| 1891        | 30         |
| 1894        | 73         |
| 1895        | 108        |
| 1896        | 158        |
| 1897        | 215        |
| 1899        | 292        |
| 1900        | 354        |
| 1901        | 385        |
| 1910        | 729        |

В 1910 г. общее число студентов в университете достигло 3095, из них 729 женщин, полностью уравненых в правах с мужчинами. Лекции читались на финском и шведском языках. В студенты университета принимались все лица, окончившие средние учебные заведения при условии сдачи проверочного экзамена. Закон допускал перевод в Александровский университет студентов из других Императорских университетов, но фактически этим правом могли воспользоваться только лица, знающие финский и шведский языки. Без знания этих языков невозможно было получить диплом или учёную степень. Вольнослушатели допускались в университет без всяких ограничений. Лекции были доступны для любого желающего.

### Профессорско-преподавательский состав
Профессорско-преподавательский состав университета (1901):
| Факультеты                        | Профессоров | Профессоров      | Адъюнктов | Ассистентов | Доцентов | Лекторов |
| Факультеты                        | ординарных  | экстраординарных | Адъюнктов | Ассистентов | Доцентов | Лекторов |
| --------------------------------- | ----------- | ---------------- | --------- | ----------- | -------- | -------- |
| Богословский                      | 4           | —                | 2         | 1           | —        | —        |
| Юридический                       | 4           | —                | —         | —           | —        | —        |
| Медицинский                       | 5           | 5                | 1         | —           | 17       | —        |
| Философский:                      |             |                  |           |             |          |          |
| Историко-филологическое отделение | 10          | 8                | —         | —           | 23       | 9        |
| Физико-математическое отделение   | 9           | 5                | 2         | —           | 11       | —        |
| Итого                             | 32          | 18               | 5         | 1           | 51       | 9        |

В 1881 году в университете было 26 ординарных и 9 экстраординарных профессоров и 1165 студентов.
Выпускники Императорского Александровского университета пользовались на территории Российской империи теми же правами, как и окончившие курс в остальных университетах Российской империи.
С 1917 года, после провозглашения независимости Финляндии, университет получил название Хельсинкский университет.

## Руководители Императорского Александровского университета

### Канцлеры Императорского Александровского университета[7]
- Великий князь Николай Павлович (1816—1825)
- Великий князь Александр Николаевич (1826—1855)
- Великий князь Николай Александрович (1855—1865)
- Великий князь Александр Александрович (1865—1881)
- Великий князь Николай Александрович (1881—1894)

#### Исполняли должность Канцлеров или содействовали Августейшим Канцлерам в исполнении обязанностей[7]
- граф Роберт Генрих Ребиндер (1826—1841)
- граф Александр Армфельт (1841—1876)
- барон Бернгард Индрениус (1876—1881)
- барон Эмиль Шеривалль-Валлен (1881)
- барон Фёдор Брун (1881—1888)
- генерал Иоган Казимир Эрнрот (1889—1891)
- генерал фон-Ден (1891—1898)
- генерал В. Б. Прокопе (1898—1899)
- В. К. Плеве (1899—1902)

### Вице-канцлеры Императорского Александровского университета[7]
- граф Иоган Фридрих Аминов (1821—1827)
- генерал Александр Аматус Теслев (1828—1830)
- генерал Фаддей Фёдорович Штейнгель (1830—1831)
- генерал Пётр Георг Теслев (1831—1832)
- генерал Александр Аматус Теслев (1832—1847)
- генерал Иоган Мауриц Норденстам (1847—1855)
- генерал Иоган Рейнгольд Мунк (1855—1865)
- генерал Бернгард Эммануилович Индрениус (1866—1869)
- генерал Казимир фон Котен (1869—1873)
- сенатор Иоган Филипп Пальмен (1873—1895)
- Теодольф Рейн (1896—1903)
- Юхан Рихард Даниельсон-Кальмари (1903—1906)
- Теодольф Рейн (1906—1910)
- генерал барон Карл-Фридрих-Август Фёдорович Лангоф (1906—1913)

### Ректоры Императорского Александровского университета[7]
- Даниил Мирен (1828—1829)
- Густав Габриель Геллестрем (1829—1832)
- Эрик Габриель Мелартин (1832—1833)
- Фредерик Вильгельм Пипинг (1833—1839)
- Нильс Абрам фон Урсин (1839—1845)
- Вильгельм Габриель Лагус (1845—1848)
- Габриель Рейн (1848—1858)
- Адольф Эдвард Арппе (1859—1869)
- Лоренц Леонгард Линделев (1869—1872)
- Адольф Моберг (1872—1875)
- Захариас Топелиус (1875—1878)
- Якоб Юхан Вильгельм Лагус[швед.] (1878—1884)
- Август Энгельберд Альквист (1884—1887)
- Теодольф Рейн (1887—1896)
- Якко Форсман (1896—1899)
- Эдвард Хьелт (1899—1905)
- Раббе Аксель Вреде (1905)
- Эдвард Хьелт (1905—1907)
- Ивар Август Хейкель (1907—1911)
- Андерс Доннер (1911—1915)
- Вальдемар Руин (1915—1920)

- Густав Гёльстрём (1829—1832)
- Эрик Габриель Мелартин (1832—1833)
- Фредерик Вильгельм Пипинг
(1833—1839)
- Нильс Абрам фон Урсин
(1839—1845)
- Вильгельм Лагус (1845—1848)
- Габриель Рейн (1848—1858)
- Адольф Эдвард Арппе
(1859—1869)
- Лоренц Линделёф (1869—1872)
- Захариас Топелиус (1875—1878)
- Август Альквист (1884—1887)
- Теодольф Рейн (1887—1896)
- Якко Форсман (1896-1899)
- Эдвард Хьелт (1899—1907)
- Раббе Аксель Вреде (1905)
- Ивар Хейкель (1907–1911)
- Андерс Доннер (1911—1915)
- Вальдемар Руин (1915–1920)